# آل عبد الله محمد (لودر)

تعديل مصدري - تعديل

آل عبد الله محمد هي إحدى قرى عزلة زارة بمديرية لودر التابعة لمحافظة أبين، بلغ تعداد سكانها 113 نسمة حسب تعداد اليمن لعام 2004.